# Salto Sapo
„Wodospad Żab” Salto Sapo znajduje się w Parku Narodowym Canaima położonym na południowym wschodzie Wenezueli. Dzięki ukrytej pod kaskadami spadającej wody ścieżce prowadzącej na jego drugą stronę jest jedną z głównych atrakcji parku.

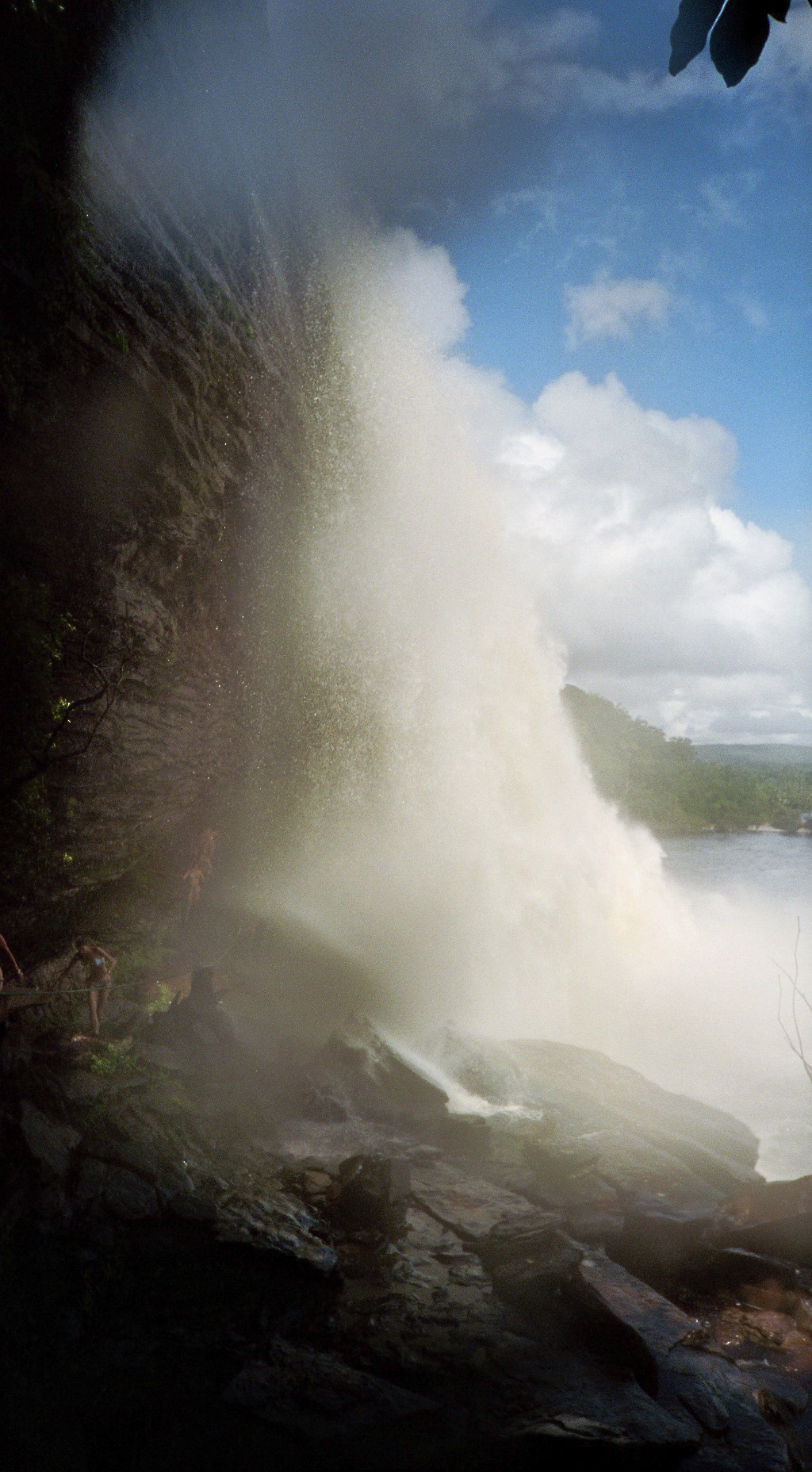
Przejście po kaskadą Salto Sapo

Park narodowy Canaima jest punktem wyjsciowym do wypraw do najwyższego wodospadu świata Salto Angel. Koryto rzeki Rio Carrao rozgałęzia się na krótko przed wioską Canaima i opada równolegle przez wiele wodospadów do Laguna Canaima. Salto Sapo, wraz ze swoim „młodszym bratem” El Sapito leżą – patrząc w górę rzeki – raczej na uboczu parku.
W dniach po dłuższej suszy z wodospadu ciurka tylko cienka strużka i można wtedy wejść do wody u jego stóp.